# 近衛第150摩托化步槍師
榮膺庫圖佐夫勳章的近衛伊德里察-柏林摩托化步槍第150師 (俄語: 150-я гвардейская мотострелковая Идрицко-Берлинская ордена Кутузова дивизия)，是俄羅斯陸軍下轄的一支機械化步槍師級部隊。該師於2016年12月重新組建，在2017年的軍事改革後，該師隸屬於南部軍區近衛第8合成集團軍。
其前身為蘇聯紅軍部隊，並在1941-1945年間參與蘇德戰爭。其中又以其在1945年5月2日於德國國會大廈升起蘇聯國旗的事跡而爲人所熟知。1944年7月23日，蘇軍發佈207號命令，授予部隊‘Idritskaya’稱號，以表彰該師於伊德里察城區戰鬥的英勇表現。此外，該師也參與了進攻施奈德穆爾及柏林的軍事行動。

## 歷史
該師前後歷經三次組建。

### 第一次組建
1939年9月於維亞濟馬組建，隸屬第3集團軍第3步槍軍，參與了入侵波蘭的軍事行動。
部隊編制
- 第469步槍團
- 第674步槍團
- 第756步槍團
- 第328輕炮兵團
- 第418榴彈炮團

自1941年6月22日德軍進攻蘇聯起，該師歸屬第9集團軍指揮。1942年，該師參與第二次哈爾科夫戰役，並於同年5月於伊久姆被成建制殲滅。

### 第二次組建
1942年7月23日，該師於西伯利亞軍區圖加重建，人員來自西伯利亞志願第1師。部隊兵源由1,460名有戰鬥經驗的老兵，加上超過10000名來自西伯利亞工廠及克麥羅沃煤礦的工人組成。至同年9月1日該師共有13,754名人員，而當中的43.8%人員為蘇共黨員或共青團員。1943年4月16日，蘇軍最高司令部將第6西伯利亞志願步槍軍團改編為第19近衛步槍軍團，以肯定其在戰鬥中的貢獻。3日後，150步槍師也被改編為第二次編成的近衛第22步槍師。

### 第三次組建

在德國國會大廈升起的第五面「勝利旗」，旗上譯文「白俄羅斯第1方面軍，第3突擊集團軍，第79步槍軍，榮獲二級庫圖佐夫勳章的伊德里茨第150步槍師」

1943年9月，該師被第三次組建，編制下轄第127旅，144旅及151旅。組建初期，該師隸屬第34集團軍。1944年初，該師改隸近衛第6集團軍。該師最終歸屬白俄羅斯第1方面軍轄下第3突擊集團軍第79步槍軍指揮，並參與了從普斯科夫涅韋爾一直到柏林的各個進攻行動。

## 歷任指揮官
- Sergei Alekseyevich Kniazkov 少將 (1939–1940)
- Alexander Ivanovich Pastrevich 少將 (1940–1941)
- Daniil Grigorevich Egorov 少將 (1941–1942)
- Leonid Vasilyevich Yakovlev 上校 (1943年9月 – 1944年4月)
- Vasily Mitrofanovich Shatilov 少將 (1944年5月 – 1946年12月)
- Pyotr Nikolayevich Bolgarev 少將 (2016–2018)
- Ruslan Musaevich Dzeitov 少將 (2018–2019)
- Vladimir Khazretovich Elkanov 少將 (2019–2020)

## 延伸閲讀
- Шатилов В.М. Знамя над рейхстагом. 3-е изд. М.: Воениздат, 1975;
- Наша газета
- http://samsv.narod.ru/Div/Sd/sd150/default.html
- https://informnapalm.org/en/myths-and-reality-behind-the-150th-division-russian-state-of-art-21st-century-armed-forces/